# 小峰ミサ
小峰 ミサ（こみね みさ、1989年3月27日 - ）は、日本のAV女優。
静岡県出身。血液型:A型。身長:152cm。スリーサイズ:B82(B)・W58・H85。

## 略歴・人物
2007年8月にデビューしたロリ系のAV女優である。

## 出演作品

### アダルトビデオ
2007年
- 超美少女アキバメイドの（裏）ご奉仕 （8月4日、eighteen）
- 美少女ロマン 変態実父に犯されて （9月20日、ヒビノ）
- HIGH SCHOOL FUCK （10月1日、アイデアポケット）…オムニバス作品
- ダブろり 〜二人の義妹〜 あんり みさ 完全版 （10月19日、宇宙企画）
- 偶然にも最悪な中出し女子大生 （10月28日、アップス）
- 貧乳ロ○ータ生中出し （12月14日、TMA）…オムニバス作品
- ダブろりスペシャル 完全版 〜お義兄ちゃん大好き♥ 7人の義妹たち〜 （12月17日、宇宙企画）

2008年
- ミニスカ 縞パン 黒ニーソックス （1月18日、GLAY'z）…オムニバス作品
- 私立IP女学園 3 （3月1日、アイデアポケット）
- 潮吹き 制服美少女 イカセまくり 2 （3月28日、笠倉出版社）
- おじいちゃーん! 2 禁断の香り （4月4日、アイエナジー）
- 微乳貧乳 PREMIUM 4時間 3 （4月18日、TMA）…オムニバス作品
- 今から…私、パイパンにします。 （5月23日、BAZOOKA）
- 逆ナンパ女子校生 （6月14日、隼エージェンシー）…オムニバス作品
- MODEL CLUB CLASS A ver.19 （6月20日、silvia）…オムニバス作品
- Finger Job! 08 （6月20日、SEX Agent）…オムニバス作品 他出演:秋山杏奈
- フェラコレ2008夏SP 30人のフェラジェンヌ （7月12日、隼エージェンシー）…オムニバス作品
- 催眠術をかけてハメちゃいました （7月19日、ミスター・インパクト）…オムニバス作品
- 美脚クラブ180 (7月19日 ミスター・インパクト)…オムニバス作品
- こだわりの手コキ 4時間SP IX 30人のハンドメイド （8月9日、隼エージェンシー）…オムニバス作品
- ロリっ娘パイパン美少女学園 （8月19日、イエロー）
- 官能小説朗読オナニ〜 3 （8月19日、イエロー）…オムニバス作品
- 女子校生レイプ中出し 5 （8月19日、ミスター・インパクト）
- 無視（しかと）レイプ （8月21日、SODクリエイト）…オムニバス作品
- 手コキでベロちゅ〜 4 （10月19日、イエロー）…オムニバス作品